# Rio Carpen
O Rio Carpen é um rio da Romênia, afluente do Căian, localizado no distrito de Hunedoara.